# Guido Burgstaller
Guido Burgstaller (Villach, Carintia, 29 de abril de 1989) es un exfutbolista austriaco que jugaba de delantero. Fue internacional absoluto con la selección de Austria.

## Trayectoria

### Cardiff City

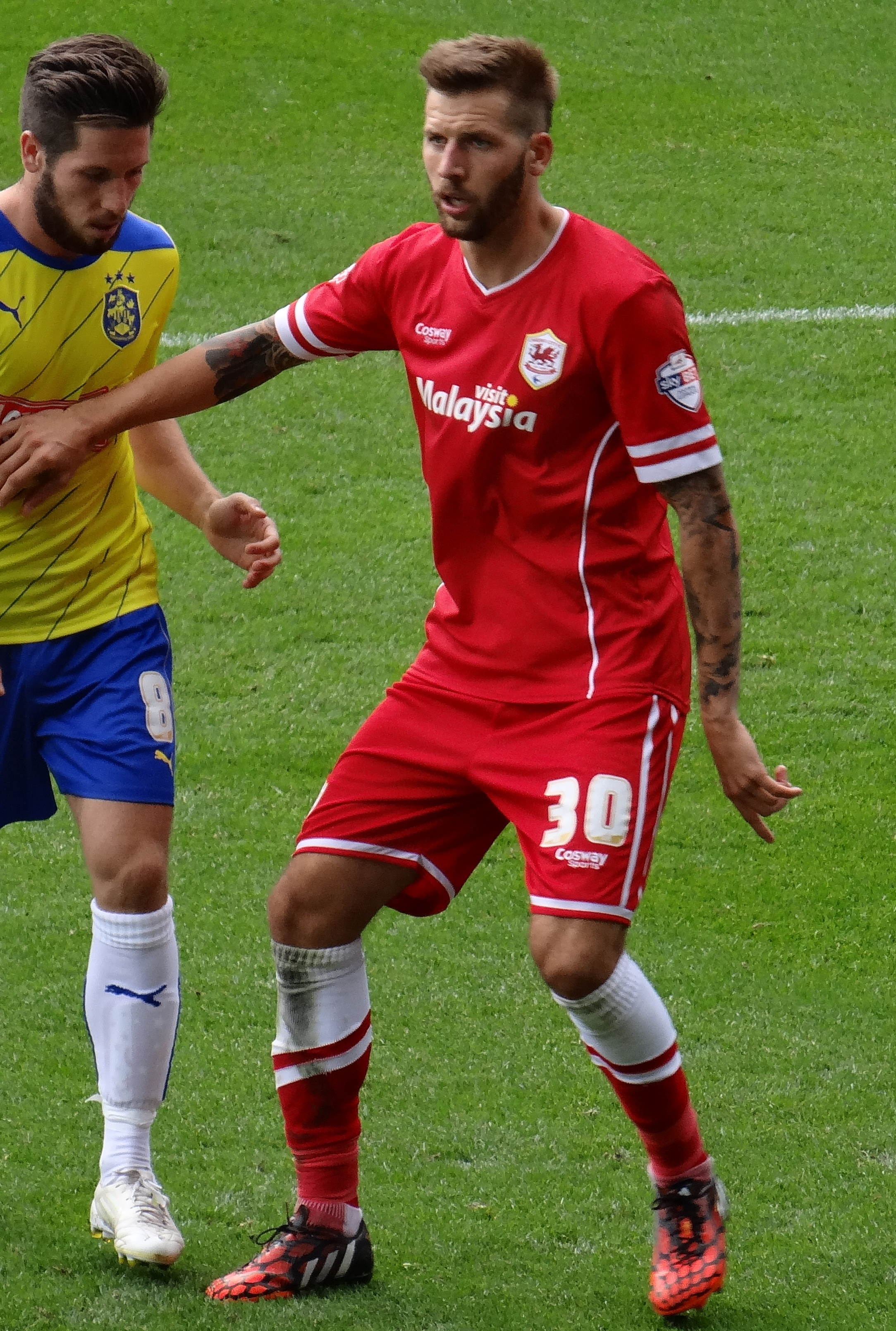
Burgstaller jugando para el Cardiff City en 2014.

Llegó al Cardiff City el 23 de mayo de 2014. Debutó en el Championship el 8 de agosto, cuando entró en reemplazo de Kenwyne Jones en los últimos 20 minutos del empate a uno ante el Blackburn Rovers, por la primera fecha del campeonato. Cinco días después anotó su primer gol para el club en la victoria 2-1 de visita al Coventry City en la Copa de la Liga.
Dejó Cardiff el 26 de enero de 2015 por mutuo acuerdo. Firmó por el Núremberg de la 2. Bundesliga cuatro días después.

### Schalke 04
El 12 de enero de 2017 se unió al Schalke 04. Anotó un gol en su debut el 21 de enero al Ingolstadt, el que fue el gol de la victoria.

## Selección nacional

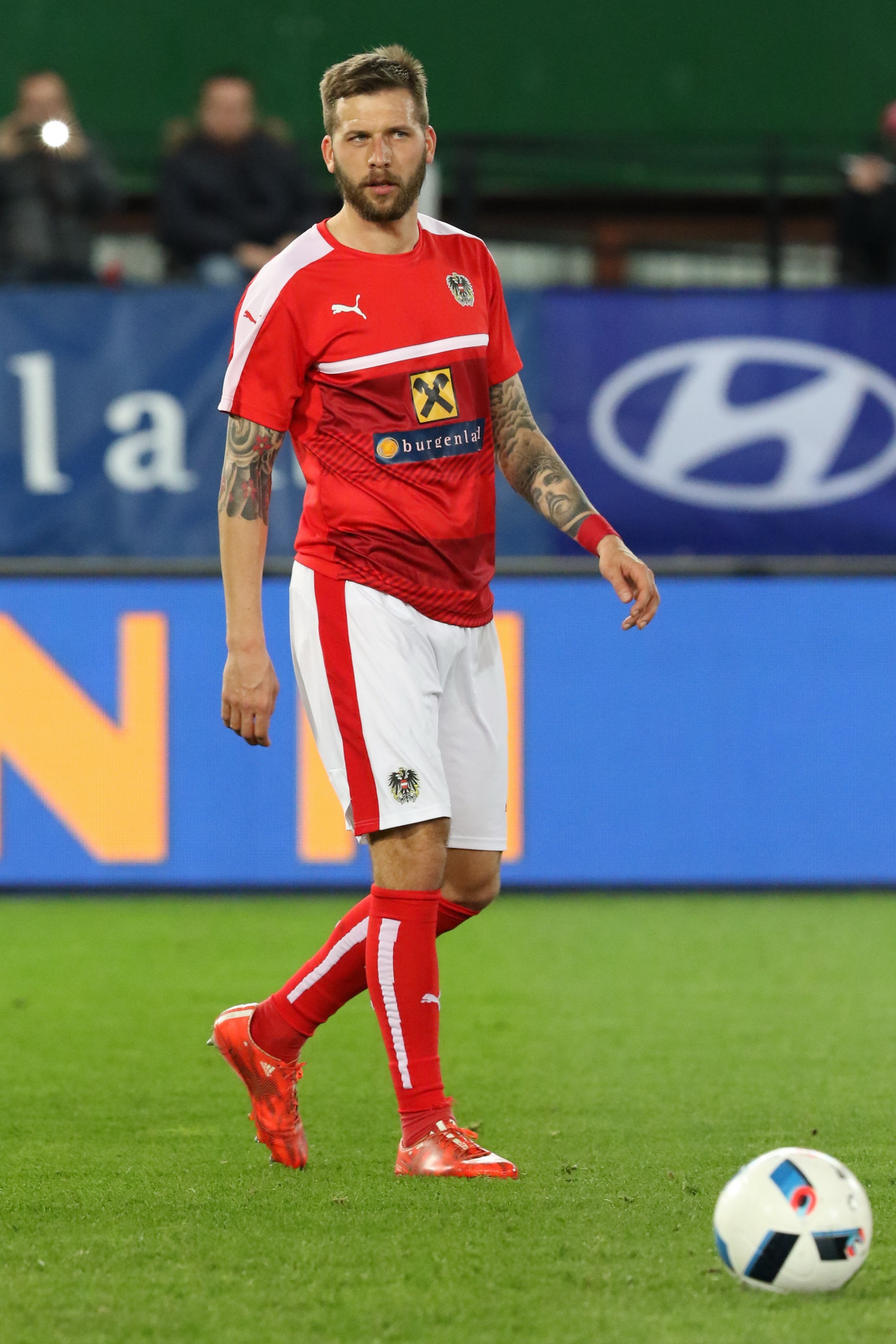
Burgstaller con Austria en 2016.

Burgstaller debutó con la selección de Austria el 29 de febrero de 2012, en la victoria 3-1 a Finlandia por un encuentro amistoso.
Anotó su primer gol para el seleccionado el 6 de octubre de 2017 a Serbia. El primer gol de la victoria 3-2.

#### Partidos y goles internacionales
Actualizado hasta el 7 de junio de 2019.
| Partidos y goles internacionales | Partidos y goles internacionales | Partidos y goles internacionales | Partidos y goles internacionales | Partidos y goles internacionales | Partidos y goles internacionales | Partidos y goles internacionales                             | Partidos y goles internacionales |
| #                                | Fecha                            | Estadio                          | Rival                            | Resultado                        | Goles                            | Competición                                                  |                                  |
| -------------------------------- | -------------------------------- | -------------------------------- | -------------------------------- | -------------------------------- | -------------------------------- | ------------------------------------------------------------ | -------------------------------- |
| 1                                | 6 de octubre de 2017             | Estadio Ernst Happel, Viena      | Serbia                           | 3 – 2                            |                                  | Clasificación de UEFA para la Copa Mundial de Fútbol de 2018 |                                  |
| 2                                | 7 de junio de 2019               | Wörthersee Stadion, Klagenfurt   | Eslovenia                        | 1 – 0                            |                                  | Clasificación para la Eurocopa 2020                          |                                  |

## Estadísticas

### Clubes
Actualizado al último partido disputado en su carrera.
| Club                          | Div.          | Temporada     | Liga  | Liga  | Copas nacionales | Copas nacionales | Copas internacionales | Copas internacionales | Otras | Otras | Total | Total |
| Club                          | Div.          | Temporada     | Part. | Goles | Part.            | Goles            | Part.                 | Goles                 | Part. | Goles | Part. | Goles |
| ----------------------------- | ------------- | ------------- | ----- | ----- | ---------------- | ---------------- | --------------------- | --------------------- | ----- | ----- | ----- | ----- |
| F. C. Kärnten · Austria       | 2.ª           | 2006-07       | 4     | 1     | 0                | 0                | ―                     | ―                     | ―     | ―     | 4     | 1     |
| F. C. Kärnten · Austria       | 2.ª           | 2007-08       | 29    | 1     | ―                | ―                | ―                     | ―                     | ―     | ―     | 29    | 1     |
| F. C. Kärnten · Austria       | Total club    | Total club    | 33    | 2     | 0                | 0                | ―                     | ―                     | ―     | ―     | 33    | 2     |
| Wiener Neustadt · Austria     | 2.ª           | 2008-09       | 26    | 7     | 4                | 1                | ―                     | ―                     | ―     | ―     | 30    | 8     |
| Wiener Neustadt · Austria     | 1.ª           | 2009-10       | 30    | 0     | 3                | 0                | ―                     | ―                     | ―     | ―     | 33    | 0     |
| Wiener Neustadt · Austria     | 1.ª           | 2010-11       | 25    | 5     | 1                | 0                | ―                     | ―                     | ―     | ―     | 26    | 5     |
| Wiener Neustadt · Austria     | Total club    | Total club    | 81    | 12    | 8                | 1                | ―                     | ―                     | ―     | ―     | 89    | 13    |
| S. K. Rapid Viena · Austria   | 1.ª           | 2011-12       | 23    | 7     | 2                | 0                | 0                     | 0                     | ―     | ―     | 25    | 7     |
| S. K. Rapid Viena · Austria   | 1.ª           | 2012-13       | 32    | 6     | 4                | 2                | 8                     | 0                     | ―     | ―     | 44    | 8     |
| S. K. Rapid Viena · Austria   | 1.ª           | 2013-14       | 30    | 11    | 1                | 0                | 9                     | 1                     | ―     | ―     | 40    | 12    |
| Cardiff City F. C. Gales      | 2.ª           | 2014-15       | 3     | 0     | 2                | 1                | ―                     | ―                     | ―     | ―     | 5     | 1     |
| Cardiff City F. C. Gales      | Total club    | Total club    | 3     | 0     | 2                | 1                | ―                     | ―                     | ―     | ―     | 5     | 1     |
| 1. F. C. Núremberg · Alemania | 2.ª           | 2014-15       | 14    | 6     | 0                | 0                | ―                     | ―                     | ―     | ―     | 14    | 6     |
| 1. F. C. Núremberg · Alemania | 2.ª           | 2015-16       | 33    | 13    | 3                | 1                | ―                     | ―                     | 2     | 0     | 38    | 14    |
| 1. F. C. Núremberg · Alemania | 2.ª           | 2016-17       | 16    | 14    | 2                | 0                | ―                     | ―                     | ―     | ―     | 18    | 14    |
| 1. F. C. Núremberg · Alemania | Total club    | Total club    | 63    | 33    | 5                | 1                | ―                     | ―                     | 2     | 0     | 70    | 34    |
| F. C. Schalke 04 · Alemania   | 1.ª           | 2016-17       | 18    | 9     | 2                | 0                | 5                     | 3                     | ―     | ―     | 25    | 12    |
| F. C. Schalke 04 · Alemania   | 1.ª           | 2017-18       | 32    | 11    | 5                | 2                | ―                     | ―                     | ―     | ―     | 37    | 13    |
| F. C. Schalke 04 · Alemania   | 1.ª           | 2018-19       | 24    | 4     | 3                | 0                | 6                     | 1                     | ―     | ―     | 33    | 5     |
| F. C. Schalke 04 · Alemania   | 1.ª           | 2019-20       | 21    | 0     | 3                | 2                | ―                     | ―                     | ―     | ―     | 24    | 2     |
| F. C. Schalke 04 · Alemania   | Total club    | Total club    | 95    | 24    | 13               | 4                | 11                    | 4                     | ―     | ―     | 119   | 32    |
| F. C. St. Pauli · Alemania    | 2.ª           | 2020-21       | 22    | 11    | 0                | 0                | ―                     | ―                     | ―     | ―     | 22    | 11    |
| F. C. St. Pauli · Alemania    | 2.ª           | 2021-22       | 31    | 18    | 4                | 2                | ―                     | ―                     | ―     | ―     | 35    | 20    |
| F. C. St. Pauli · Alemania    | Total club    | Total club    | 53    | 29    | 4                | 2                | ―                     | ―                     | ―     | ―     | 57    | 31    |
| S. K. Rapid Viena · Austria   | 1.ª           | 2022-23       | 31    | 21    | 6                | 3                | 6                     | 1                     | ―     | ―     | 43    | 25    |
| S. K. Rapid Viena · Austria   | 1.ª           | 2023-24       | 20    | 7     | 4                | 2                | 3                     | 1                     | ―     | ―     | 27    | 10    |
| S. K. Rapid Viena · Austria   | 1.ª           | 2024-25       | 22    | 6     | 0                | 0                | 13                    | 6                     | ―     | ―     | 35    | 12    |
| S. K. Rapid Viena · Austria   | Total club    | Total club    | 158   | 58    | 17               | 7                | 39                    | 9                     | ―     | ―     | 214   | 74    |
| Total carrera                 | Total carrera | Total carrera | 486   | 158   | 49               | 16               | 50                    | 13                    | 2     | 0     | 587   | 187   |
| 1. 2. 3.                      |               |               |       |       |                  |                  |                       |                       |       |       |       |       |

### Selección nacional
| Selección          | Temporada     | Encuentros | Encuentros |
| Selección          | Temporada     | Part.      | Goles      |
| ------------------ | ------------- | ---------- | ---------- |
| Absoluta · Austria | 2012          | 5          | 0          |
| Absoluta · Austria | 2013          | 2          | 0          |
| Absoluta · Austria | 2014          | 0          | 0          |
| Absoluta · Austria | 2015          | 0          | 0          |
| Absoluta · Austria | 2016          | 2          | 0          |
| Absoluta · Austria | 2017          | 5          | 1          |
| Absoluta · Austria | 2018          | 9          | 0          |
| Absoluta · Austria | 2019          | 2          | 1          |
| Absoluta · Austria | 2023          | 1          | 0          |
| Absoluta · Austria | Total         | 26         | 2          |
| Total carrera      | Total carrera | 26         | 2          |